# Claes Annerstedt
Claes Annerstedt, född 7 juni 1839 i Uppsala, död där 20 november 1927, var en svensk historiker och biblioteksman.

## Biografi
Annerstedt blev 1858 student vid Uppsala universitet, 1866 filosofie kandidat, 1869 filosofie doktor efter att ha försvarat avhandlingen Grundläggningen af svenska väldet i Livland 1558–1563 samt deraf alstrade stridigheter inom Vasahuset 
(belönad med Geijers historiska pris), och blev samma år docent i historia. Annerstedt var tillförordnad adjunkt i historia 1869–1874, tillförordnad extra ordinarie professor 1879–1881, vice bibliotekarie 1882, därefter ordinarie dito samt överbibliotekarie 1883–1904 vid Uppsala universitetsbibliotek. Han fungerade därmed i praktiken som universitetsbibliotekets chef. Han författade då flera betydande verk om Uppsala universitets historia fram till 1914, vilkets första del låg klar till universitetes 400-årsjubileum, 1877. År 1904 fick han avsked med universitetsbibliotekaries titel och ägnade sig åt sitt universitetshistoriska verk, där han fullbordade de tre återstående delarna, med de sista utgivningarna på våren 1914. Dessa verk anses av många som "ett av den svenska litteraturens mest högtstående verk".
Svenska Akademien tilldelade honom 1877 Karl Johans pris för litterära förtjänster och kallade honom 1901 till ledamot efter Gunnar Wennerberg. Sedan 1873 var han ledamot av Samfundet för utgivande av handskrifter rörande Skandinaviens historia, sedan 1881 ledamot av Vitterhetsakademien, sedan 1884 ledamot av Vetenskapssocieteten i Uppsala, sedan 1889 ledamot av Humanistiska vetenskapssamfundet i Uppsala och sedan 1897 ledamot av Vetenskapsakademien. År 1917 blev Annerstedt teologie hedersdoktor i Uppsala. Åren 1883–1890 satt Annerstedt i Uppsala stadsfullmäktige samt var ledamot av landstinget 1885–1907, från 1901 som dess ordförande.
Claes Annerstedt var son till rektorn vid Uppsala högre allmänna läroverk Rudolf Annerstedt och Carolina Tersmeden; hans farbror var biskopen Thure Annerstedt och hans kusin på fädernet politikern Ludvig Annerstedt; hans morbror var diplomaten och riksdagsmannen Jacob Nils Tersmeden.
Claes Annerstedt är begraven på Uppsala gamla kyrkogård.